# Clévilliers
Clévilliers és un municipi francès, situat al departament de l'Eure i Loir i a la regió de Centre – Vall del Loira. L'any 2007 tenia 727 habitants.

## Demografia

### Població
El 2007 la població de fet de Clévilliers era de 727 persones. Hi havia 245 famílies, de les quals 48 eren unipersonals (32 homes vivint sols i 16 dones vivint soles), 59 parelles sense fills, 122 parelles amb fills i 16 famílies monoparentals amb fills.
La població ha evolucionat segons el següent gràfic:
Habitants censats

### Habitatges
El 2007 hi havia 271 habitatges, 250 eren l'habitatge principal de la família, 7 eren segones residències i 14 estaven desocupats. 263 eren cases i 7 eren apartaments. Dels 250 habitatges principals, 221 estaven ocupats pels seus propietaris, 24 estaven llogats i ocupats pels llogaters i 5 estaven cedits a títol gratuït; 9 tenien dues cambres, 27 en tenien tres, 54 en tenien quatre i 160 en tenien cinc o més. 194 habitatges disposaven pel capbaix d'una plaça de pàrquing. A 82 habitatges hi havia un automòbil i a 157 n'hi havia dos o més.

### Piràmide de població
La piràmide de població per edats i sexe el 2009 era:
| Homes | Edats   | Dones |
| ----- | ------- | ----- |
| 0     | 95 o +  | 0     |
| 4     | 90 a 94 | 0     |
| 0     | 85 a 89 | 0     |
| 0     | 80 a 84 | 4     |
| 8     | 75 a 79 | 12    |
| 4     | 70 a 74 | 24    |
| 16    | 65 a 69 | 8     |
| 16    | 60 a 64 | 12    |
| 20    | 55 a 59 | 24    |
| 24    | 50 a 54 | 12    |
| 36    | 45 a 49 | 32    |
| 24    | 40 a 44 | 36    |
| 36    | 35 a 39 | 32    |
| 16    | 30 a 34 | 12    |
| 12    | 25 a 29 | 20    |
| 28    | 20 a 24 | 4     |
| 40    | 15 a 19 | 32    |
| 16    | 10 a 14 | 32    |
| 28    | 5 a 9   | 12    |
| 20    | 0 a 4   | 32    |

## Economia
El 2007 la població en edat de treballar era de 473 persones, 372 eren actives i 101 eren inactives. De les 372 persones actives 347 estaven ocupades (180 homes i 167 dones) i 25 estaven aturades (13 homes i 12 dones). De les 101 persones inactives 34 estaven jubilades, 45 estaven estudiant i 22 estaven classificades com a «altres inactius».

### Ingressos
El 2009 a Clévilliers hi havia 257 unitats fiscals que integraven 753 persones, la mediana anual d'ingressos fiscals per persona era de 21.397 €.

### Activitats econòmiques
Dels 23 establiments que hi havia el 2007, 1 era d'una empresa extractiva, 2 d'empreses de fabricació d'altres productes industrials, 7 d'empreses de construcció, 6 d'empreses de comerç i reparació d'automòbils, 1 d'una empresa de transport, 1 d'una empresa immobiliària, 4 d'empreses de serveis i 1 d'una entitat de l'administració pública.
Dels 7 establiments de servei als particulars que hi havia el 2009, 1 era un guixaire pintor, 2 fusteries i 4 lampisteries.
L'únic establiment comercial que hi havia el 2009 era una carnisseria.
L'any 2000 a Clévilliers hi havia 13 explotacions agrícoles que ocupaven un total de 1.570 hectàrees.

## Equipaments sanitaris i escolars
El 2009 hi havia una escola elemental.

## Poblacions més properes
El següent diagrama mostra les poblacions més properes.